# Mojo (saus)

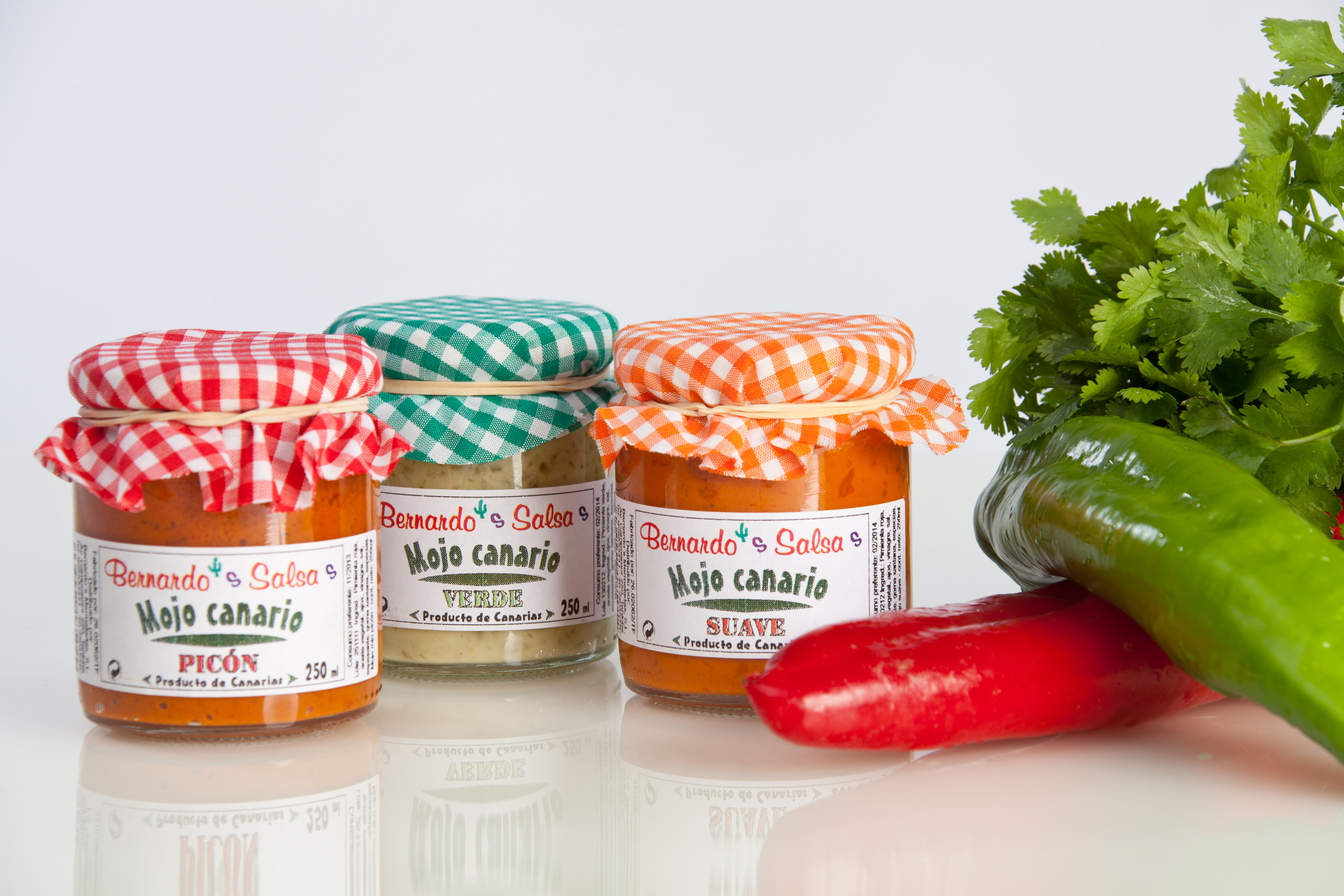
Mojo Canario

Mojo (van het Portugese molho dat saus betekent) is een pittige saus van de Canarische Eilanden.
Er zijn twee hoofdvarianten:
- mojo rojo (rode mojo), ook wel mojo picon (pikante mojo) genoemd, gemaakt van paprika, plantaardige olie, knoflook, zout, Spaanse peper, komijn, azijn en kruiden.
- mojo verde (groene mojo), gemaakt van koriander of peterselie, plantaardige olie, knoflook, zout, Spaanse peper en komijn. Er zijn vele verschillende varianten en iedereen maakt ze net iets anders, maar de bekendste mojos verdes zijn de mojo de cilantro (van koriander) en mojo de perejil (van peterselie).

Er bestaan ook mojos met vis; mojo de pescado. Mojo Palmero is specifiek van het eiland La Palma.
Op de eilanden zijn ten behoeve van de bezoekers boekjes in vele talen te koop met beschrijvingen hoe zelf mojos te maken.